# Marano sul Panaro
Marano sul Panaro is een gemeente in de Italiaanse provincie Modena (regio Emilia-Romagna) en telt 3870 inwoners (31-12-2004). De oppervlakte bedraagt 45,2 km², de bevolkingsdichtheid is 83 inwoners per km².

De volgende frazioni maken deel uit van de gemeente: Villabianca

## Demografie
Marano sul Panaro telt ongeveer 1540 huishoudens. Het aantal inwoners steeg in de periode 1991-2001 met 14,6% volgens cijfers uit de tienjaarlijkse volkstellingen van ISTAT.
| Jaar | Inwoneraantal |
| ---- | ------------- |
| 1991 | 3272          |
| 2001 | 3750          |

## Geografie
Marano sul Panaro grenst aan de volgende gemeenten: Castelvetro di Modena, Guiglia, Maranello, Pavullo nel Frignano, Savignano sul Panaro, Serramazzoni, Vignola.
Bastiglia · Bomporto · Campogalliano · Camposanto · Carpi · Castelfranco Emilia · Castelnuovo Rangone · Castelvetro di Modena · Cavezzo · Concordia sulla Secchia · Fanano · Finale Emilia · Fiorano Modenese · Fiumalbo · Formigine · Frassinoro · Guiglia · Lama Mocogno · Maranello · Marano sul Panaro · Medolla · Mirandola · Modena · Montecreto · Montefiorino · Montese · Nonantola · Novi di Modena · Palagano · Pavullo nel Frignano · Pievepelago · Polinago · Prignano sulla Secchia · Ravarino · Riolunato · San Cesario sul Panaro · San Felice sul Panaro · San Possidonio · San Prospero · Sassuolo · Savignano sul Panaro · Serramazzoni · Sestola · Soliera · Spilamberto · Vignola · Zocca
- Virtual International Authority File: 242333409
- WorldCat: E39PCjrFBmMqT6xdfCjmyCmkrC

1. ↑  https://demo.istat.it/?l=it.